# گرگ و گوسفند (فیلم ۲۰۱۶)
گرگ و گوسفند  یک فیلم درام محصول سال ۲۰۱۶ دانمارکی-افغانی به کارگردانی شهربانو سادات می‌باشد؛ که در یکی از بخش‌های جانبی جشنواره کن موفق به کسب جایزه شد.